# 바르바라 발렌틴
바르바라 발렌틴(Barbara Valentin, 1940년 12월 15일 ~ 2002년 2월 22일)은 오스트리아의 배우이다.

## 출연 작품
- 트라비에게 갈채를 (1991)
- 릴리 마를렌 (1981)
- 베를린 알렉산더 광장 (1980)
- 폭스와 그의 친구들 (1975)
- 마샤 (1974)
- 에피 브리스트 (1974)
- 선 위의 세상 (1973)
- 노라 헬머 (1973)
- 왕 여왕 불량배 (1972)
- 코프스 행스 인 더 웹 (1960)